# ماريا لطيفي
ماريا لطيفي (مواليد سنة 1952 - وتوفيت يوم 15 مايو 2018 بالرباط) هي إعلامية مغربية وشغلت منصب مديرة قناة الرابعة المغربية بالشركة الوطنية للإذاعة والتلفزة منذ إطلاقها سنة 2005 وإلى غاية سنة 2017.

## الحياة المهنية
- بعد الإجازة في اللغة الفرنسية وآدابها، ولجت المدرسة العليا للأساتذة وتخرجت أستاذة في السلك الثاني.
- عملت مدرسة للغة الفرنسية بثانوية المختار السوسي بالدار البيضاء.
- إشتغلت مع وزارة التربية الوطنية والخارجية المغربيتين شراكة مع وزارة الخارجية الفرنسية حول مشروع «تكوين المكونين»، في فرنسا.
- دخلت إلى جامعة السوربون وحضرت دبلوم الدراسات المعمقة في السمعي البصري.
- حضرت دكتوراه الدولة في جامعة السوربون، وكذلك المدرسة العليا للدراسات بفرنسا وأنجزت بحثا عن «سيمولوجية السينما» وبحثا آخر حول «السيمولوجيا السمعية البصرية».
- عملت بوزارة التربية الوطنية كأستاذة جامعية وقضيت مرحلة قصيرة في تكوين الأساتذة بالمركز التربوي الجهوي بالقنيطرة، وفيما بعد دخلت إلى الوزارة كمنسقة وطنية للمراكز التربوية الجهوية باللغة الفرنسية.
- وفي سنة 1993 ولجت للقناة الثانية المغربية لإنجاز برنامج أدبي محض "prévus" وهو مجلة أسبوعية تقدم المؤلفات الفرنسية، واستمرت هذه التجربة سنة.
- ثم برنامج مجلة ثقافية اسمها «نظرات» وكانت تجمع ما بين التأليف وقضايا الفكر والأدب، واستمر لسبع سنوات.
- بعدها تكلفت بمركز المفتشين ليتم تعيينها بعد ذلك من طرف رشيد بلمختار مدير التلفزة المدرسية بوزارة التربية الوطنية، وفي سنة 2004 عينها حبيب المالكي في لجنة «القيادة» المكونة من أطر وزارة التربية الوطنية ووزارة الاتصال والتلفزة المغربية لإخراج مشروع قناة تربوية هي المتمثلة الآن في القناة الرابعة المغربية.

## من مؤلفاتها
- كتاب عن منهجية تعليم الفرنسية للأوروبيين غير الفرنكوفونيين.

## وفاتها
توفيت عن عمر ناهز 66 عاما، بعد صراع مع المرض. ووارى جثمانها الثرى بعد صلاة عصر يوم 15 مايو 2018 بمقبرة الشهداء بالرباط.

## وصلات جارجية
- حوار صحفي مع ماريا لطيفي (جريدة هسبريس المغربية)
- قناة مدي1: الإعلامية ماريا لطيفي في ذمة الله